# Rakovets (raïon de Lviv)
Rakovets (en ukrainien : Раковець) est un village situé dans le raïon de Lviv, lui même situé dans l’oblast de Lviv, en Ukraine.

## Patrimoine

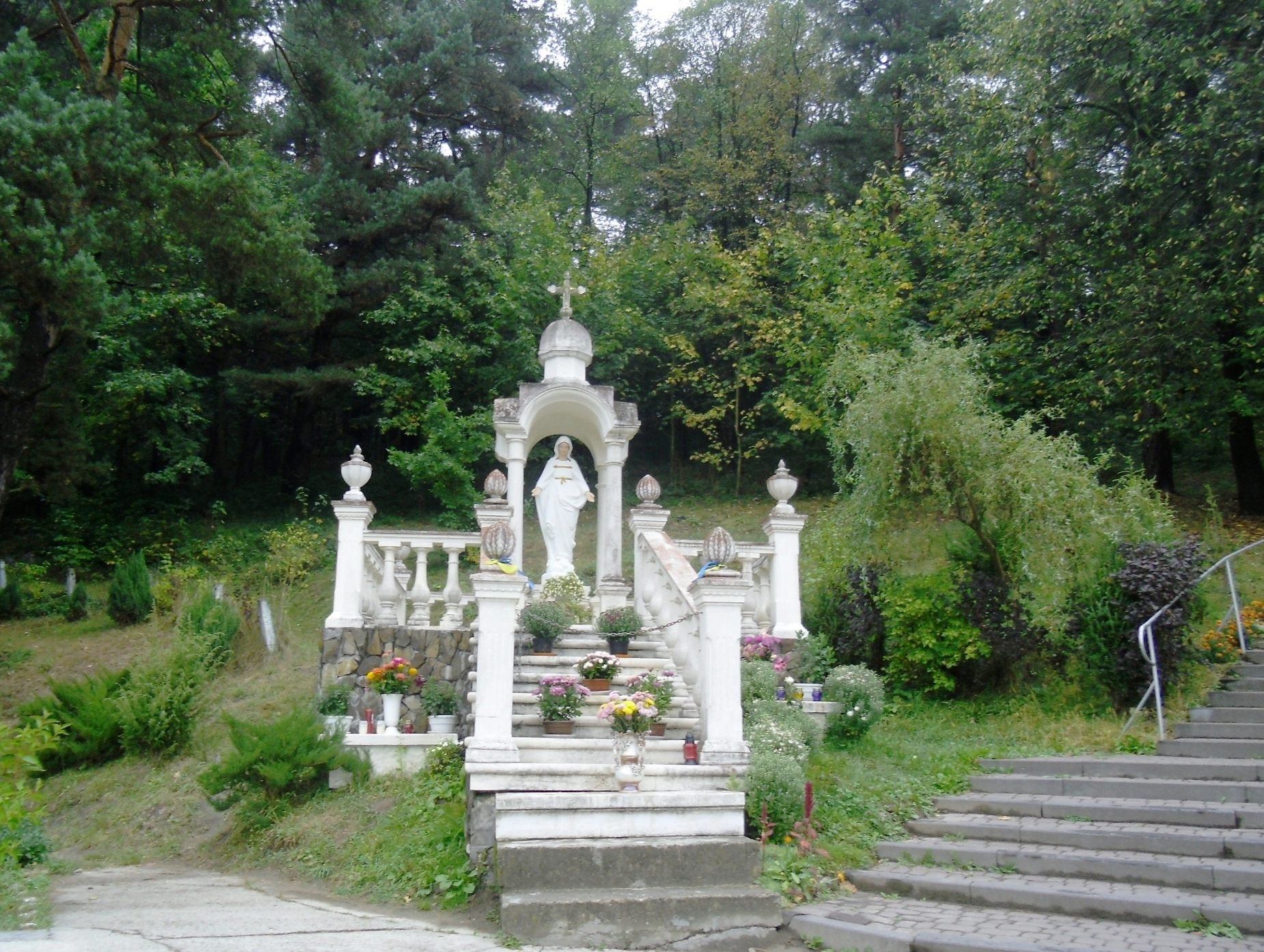
Chapelle en pierre près de la source miraculeuse en 2016.

À Rakovets, il existe une source d’eau sacrée.

## Filmographie
Ukraine : chronique d’un village en guerre, reportage français réalisé par Kevin Berg et Antoine Boddaert, Hikari, 2022; diffusé sur Arte.